# Platypygius platypygius
Platypygius platypygius är en insektsart som först beskrevs av Pantel 1886.  Platypygius platypygius ingår i släktet Platypygius och familjen gräshoppor. Inga underarter finns listade i Catalogue of Life.